# Filipina Płaskowicka
Filipina Płaskowicka (ur. 17 września 1847 pow. radomyślański na Kijowszczyźnie, zm. 3 stycznia 1881 w Krasnojarsku) – nauczycielka i działaczka socjalistyczna, założycielka pierwszego Koła Gospodyń Wiejskich.

## Życiorys
Córka Pauliny i Konstantego, który był dzierżawcą na Ukrainie. Mieli siedmioro dzieci, którymi zajmowała się matka.

## Działalność społeczna
Współorganizatorka pierwszych kółek socjalistycznych w Królestwie Polskim. Prowadziła działalność oświatową wśród chłopów. W 1877 r. założyła we wsi Janisławice pod Skierniewicami pierwsze na ziemiach polskich Koło Gospodyń Wiejskich. Inicjatorka powstania pierwszego kobiecego kółka robotniczego w Warszawie.
8 sierpnia 1878 r. została aresztowana wraz z grupą towarzyszy (Wacław Święcicki, Bolesław Mondszajn, Józef Pławiński, Aleksander Drobysz-Drobyszewski, Maria Hildt z domu Gay, Jan Hłasko i inni), z którymi umieszczono ją w X Pawilonie Cytadeli Warszawskiej, gdzie była współredaktorką „Głosu Więźnia”. Zesłana na 5 lat na wschodnią Syberię, zmarła w drodze na miejsce przeznaczenia.

## Upamiętnienie
- W 1975 r. imieniem Filipiny Płaskowickiej nazwano ulicę na terenie dzielnicy Ursynów w Warszawie[4][5].
- Zespół Szkolno-Przedszkolny nr 2 w Poznaniu nosi imię Filipiny Płaskowickiej[6].